# Колден, Джейн
Джейн Колден (англ. Jane Colden; 27 марта 1724 — 10 марта 1766) — американский ботаник, описанная Эйсом Греем как «первый ботаник её пола в её стране» в 1843 году. Современные исследователи утверждают, что она была первой женщиной-ботаником, работавшей в Америке (игнорируя, среди прочего, Марию Сибиллу Мериан или Катрин Жереми).
Колден родилась в Нью-Йорке, её отец — Кэтволладер Колден — был врачом, учившимся в Эдинбургском университете, а по прибытии в Нью-Йорк занялся политикой и управлением городом. Джейн получила домашнее образование, также её отец обеспечил ей дополнительное обучение ботанике согласно новой системе классификации Карла Линнея.
В 1753—1758 годах составила каталог флоры Нью-Йорка, собрав образы и информацию о более чем трёхстах видах растений нижней долины реки Гудзон и классифицировав их в соответствии с системой Линнея. Разработала технику изготовления чернил из листьев, а также была опытным иллюстратором. Встречалась и переписывалась с многими ведущими натуралистами того времени.
Написала и проиллюстрировала книгу о флоре Нью-Йорка, получившую известность в Англии. Оригинальная рукопись книги хранится в Британском музее
В её честь в 1990 году в Knox’s Headquarters State Historic Site был создан заповедник растений, рядом с тем местом, где Колден жила и работала.